# Övre Bodsjön
Övre Bodsjön är en sjö i Bräcke kommun i Jämtland och ingår i Ljungans huvudavrinningsområde.